# 주식매수선택권
주식매수선택권(株式買受選擇權)란 회사가 정관이 정한 바에 따라 대한민국 상법 제434조의 규정에 의한 주주총회의 결의로 회사의 설립, 경영과 기술혁신등에 기여하거나 기여할 수 있는 회사의 이사, 감사 또는 피용자에게 미리 정한 가액(주식매수선택권의 행사가액")으로 신주를 인수하거나 자기의 주식을 매수할 수 있도록 하는 것을 말한다. 다만, 주식매수선택권의 행사가액이 주식의 실질가액보다 낮은 경우에 회사는 그 차액을 금전으로 지급하거나 그 차액에 상당하는 자기의 주식을 양도할 수 있다. 이 경우 주식의 실질가액은 주식매수선택권의 행사일을 기준으로 평가한다. (대한민국 상법 제340조의2 제1항) 상장회사는 대한민국 상법 제340조의2제1항 본문에 규정된 자 외에도 대통령령으로 정하는 관계 회사의 이사, 감사 또는 피용자에게 주식매수선택권을 부여할 수 있다. 다만, 대한민국 상법 제542조의8제2항제5호의 최대주주 등 대통령령으로 정하는 자에게는 주식매수선택권을 부여할 수 없다. (대한민국 상법 제542조의3 제1항)

## 판례

### 비상장회사에서 비자발적인 퇴직의 경우
(i) 비상장회사에 관한 상법 제340조의4 제1항 및 상장회사에 관한 구 증권거래법 제189조의4 및 상법 제542조의3 제4항이 주식매수선택권 행사요건에 있어서 그간의 법개정에도 불구하고 차별성을 유지하고 있는 점, (ii) 위 각 규정의 ‘2년 이상 재임 또는 재직’요건의 문언적인 차이가 뚜렷한 점, (iii) 비상장회사, 상장회사, 벤처기업은 주식매수청구권 부여 회사,부여 대상 및 부여 한도 등에서 차이가 있는 점, (iv) 주식매수선택권 제도는 임직원의 직무의 충실로 야기된 기업가치의 상승을 유인동기로 하여 직무 충실을 유도하려는 제도인 점, (v) 상법 규정은 주주, 회사 채권자 등 다수의 이해관계인에게 영향을 미치는 단체법적 특성을 가지는 점 등을 고려하면, 상법 제340조의4 제1항의 주식매수선택권 행사요건을 판단함에 있어 구 증권거래법 제189조의4 및 상법 제542조의3 제4항을 적용할 수는 없고, 정관이나 주주총회 특별결의를 통해서도 상법 제340조의4 제1항의 요건을 완화하는 것은 허용되지 않는다고 해석함이 상당하다.  따라서 비자발적인 퇴직의 경우라고 하더라도 2년의 재직기간 요건을 충족하지 못한다면 위 조항에 따른 주식매수청구권을 행사할 수 없다.

## 참고 문헌
- 주식매수선택권 부여 계약서(예시)